# Anathallis bertoniensis
Anathallis bertoniensis là một loài thực vật có hoa trong họ Lan. Loài này được (Hauman) Luer mô tả khoa học đầu tiên năm 2008.